# Wojciech Janusz

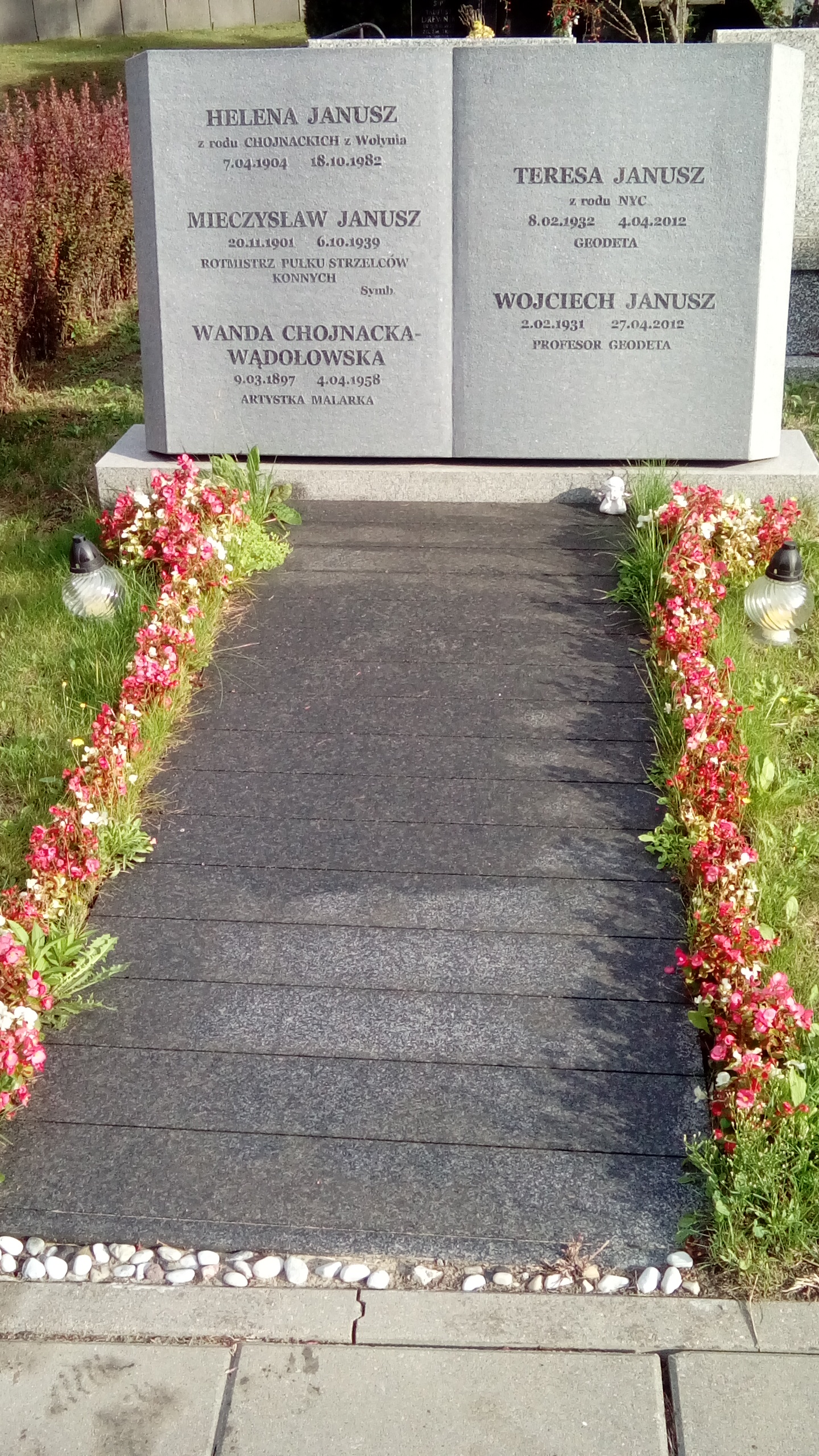
Grób Wojciecha Janusza na Cmentarzu Wojskowym na Powązkach

Wojciech Janusz (ur. 2 lutego 1931 w Warszawie, zm. 27 kwietnia 2012 tamże) – polski geodeta i kartograf, profesor Politechniki Warszawskiej.
W 1951 ukończył Państwowe Liceum Miernicze i rozpoczął pięcioletnie studia na Wydziale Geodezji i Kartografii Politechniki Warszawskiej. Po ich ukończeniu w 1956 rozpoczął pracę naukową w Instytucie Geodezji i Kartografii, był starszym asystentem, a następnie adiunktem i docentem. W 1964 obronił pracę doktorską, której promotorem był Tadeusz Lazzarini. Od 1969 przez dwa lata piastował funkcję kierownika Zakładu Geodezji Gospodarczej, od 1974 Zakładem Geodezji, a od 1977 Zakładem Geodezji Inżynieryjnej. W 1978 Wojciech Janusz został profesorem nadzwyczajnym, a w 1987 profesorem zwyczajnym. Od 1978 należał do Komitetu Geodezji Polskiej Akademii Nauk. Równocześnie pełnił funkcję zastępcy redaktora naczelnego kwartalnika „Geodezja i Kartografia”, a rok później został redaktorem naczelnym „Przeglądu Geodezyjnego”.
Dorobkiem naukowym pozostało 175 publikacji, w tym m.in. 32 rozprawy, studia i monografie. Wojciech Janusz napisał trzy podręczniki akademickie, z których „Geodezyjna obsługa budowli i konstrukcji” nosi miano fundamentalnego w tej dziedzinie nauki. Ponadto opatentował część swoich wybitnych wynalazków związanych z przemieszczeniami i odkształceniami budowli inżynieryjnych. Za zaangażowanie i udział w rozwoju polskiej nauki był wielokrotnie odznaczany m.in. Krzyżem Oficerskim Orderu Odrodzenia Polski. Pochowany na Cmentarzu Wojskowym na Powązkach w Warszawie (kwatera K-1-69/70).